# Holcoperla
Holcoperla is een geslacht van steenvliegen uit de familie Gripopterygidae. De wetenschappelijke naam van het geslacht is voor het eerst geldig gepubliceerd in 1977 door McLellan.

## Soorten
Holcoperla omvat de volgende soorten:
- Holcoperla angularis (Wisely, 1953)
- Holcoperla jacksoni McLellan, 1977
- Holcoperla magna McLellan, 1983